# Den svenska torpeden
Den svenska torpeden is een Zweedse biografische sportfilm uit 2024, geregisseerd en mede geschreven door Frida Kempff, over langeafstandszwemmer Sally Bauer. De hoofdrol wordt vertolkt door Josefin Neldén.

## Verhaal
In de zomer van 1939, met de Tweede Wereldoorlog in aantocht, is de dertigjarige alleenstaande moeder Sally Bauer vastbesloten om de eerste Scandinaviër te worden die het Engelse Kanaal overzwemt. Ze wordt geconfronteerd met maatschappelijke en familiale druk en zelfs de dreiging om haar zoon van haar af te pakken, maar ze trotseert alles om haar droom na te jagen.

## Rolverdeling
| Acteur               | Personage     |
| -------------------- | ------------- |
| Josefin Neldén       | Sally Bauer   |
| Lisa Carlehed        | Carla         |
| Mikkel Boe Følsgaard | Henry         |
| Arthur Sörbring      | Lars          |
| Gunnel Fred          | Sallys moeder |

## Productie
Den svenska torpeden wordt geproduceerd door David Herdies en Erik Andersson voor het Zweedse Momento Film in coproductie met Film i Väst en met (financiële) steun van het Zweeds Filminstituut, Creative Europe, het Nordisk Film & TV Fond, de Finse Filmstichting, Yle, de Federatie Wallonië-Brussel, het Estisch Filminstituut, Konstnärsnämnden en het Norrköpings filmfond.

### Filmopnames
De filmopnames gingen van start in augustus 2023 en er werd gefilmd in Zweden, Estland, België en het Verenigd Koninkrijk.

## Release en ontvangst
Den svenska torpeden ging op 12 september 2024 in première op het Internationaal filmfestival van Toronto. De film werd door TriArt Film op 15 november 2024 uitgebracht in de Zweedse bioscopen. Den svenska torpeden werd acht maal genomineerd voor de Guldbagge-filmprijzen er won vier prijzen.

## Prijzen en nominaties
De belangrijkste:
| Jaar | Prijs     | Categorie                  | Genomineerde(n)                                                          | Uitslag     |
| ---- | --------- | -------------------------- | ------------------------------------------------------------------------ | ----------- |
| 2025 | Guldbagge | Beste film                 | Beste film                                                               | Genomineerd |
| 2025 | Guldbagge | Beste vrouwelijke hoofdrol | Josefin Neldén                                                           | Genomineerd |
| 2025 | Guldbagge | Beste vrouwelijke bijrol   | Lisa Carlehed                                                            | Genomineerd |
| 2025 | Guldbagge | Beste scenario             | Frida Kempff en Marietta von Hausswolff von Baumgarten                   | Genomineerd |
| 2025 | Guldbagge | Beste kostuumontwerp       | Eugen Tamberg                                                            | Gewonnen    |
| 2025 | Guldbagge | Beste make-up en haar      | Kaire Hendrikson                                                         | Gewonnen    |
| 2025 | Guldbagge | Beste productieontwerp     | Elle Furudahl                                                            | Gewonnen    |
| 2025 | Guldbagge | Beste visuele effecten     | Sami Haartemo, Mikko Löppönen, Teemu Pitkänen, Ville Pätsi, Jacob Danell | Gewonnen    |